# 帝国双璧
《帝国双璧》（英語：Bajirao Mastani）是2015年12月18日上映的印度电影。导演山傑·李拉·班沙里。讲述马拉塔帝国夏胡时期首相巴吉拉奥一世（蘭威爾·辛格饰）与第二位妻子Mastani（荻皮卡·帕都恭饰）的爱情故事。